# Талал Хаджи
Талал Абу Бакр Хаджи (араб. طلال أبوبكر حاجي‎; родился 16 сентября 2007) — саудовский футболист, нападающий клуба «Аль-Иттихад» и сборной Саудовской Аравии.

## Клубная карьера
Воспитанник футбольной академии клуба «Аль-Иттихад». 21 сентября 2023 года дебютировал в основном составе «Аль-Иттихада», выйдя на замену Ромариньо в матче саудовской Про-лиги против «Аль-Фатеха», в возрасте 16 лет и 5 дней став самым молодым игроком в истории турнира. 8 марта 2024 года забил свой первый гол за «Аль-Иттихад» в матче саудовской Про-лиги против клуба «Аль-Ухдуд».

## Карьера в сборной
В составе сборной Саудовской Аравии до 17 лет в 2022 году сыграл на юношеском Кубке арабских наций. Сделал хет-трики в матчах против Ливана и Ирака, а также забил гол в матче против Сирии. Стал лучшим бомбардиром турнира с 7 забитыми мячами.
Летом 2023 года сыграл на чемпионате Азии до 17 лет. На турнире забил два гола в матче против Таджикистана.
25 января 2024 года 16-летний футболист дебютировал за главную сборную Саудовской Аравии в матче Кубка Азии против сборной Таиланда.